# Sălciile
Sălciile è un comune della Romania di 2 082 abitanti, ubicato nel distretto di Prahova, nella regione storica della Muntenia. 
| Controllo di autorità | VIAF (EN) 246971550 |